# Tommy Holmes
Ne pas confondre avec Tommy Holmes, joueur de baseball américain
Pour les articles homonymes, voir Holmes.
Tommy Holmes (né à Birkenhead le 1er septembre 1979), est un footballeur anglais évoluant au poste de défenseur dans le club gallois des New Saints. Il est quatre fois champion du pays de Galles. Il est le frère aîné d'un joueur des New Saints, Daniel Holmes, avec lequel il a joué durant la même période, ainsi que d'un ancien joueur de Gap Connah's Quay, Jamie Holmes.

## Biographie
Deuxième plus ancien joueur du club avec 266 matchs de Welsh Premier League, il quitte les New Saints le 2 juin 2011 et s'engage avec l'Airbus UK Broughton FC le 23 juillet suivant.

## Compétitions européennes
Depuis 2005, il a joué 8 matchs de Ligue des champions.

## Palmarès
Total Network Solutions / The New Saints
- Championnat du pays de Galles
  - Champion : 2005, 2006, 2007 et 2010
  - Vice-champion : 2002, 2003, 2004 et 2008

- Coupe du pays de Galles
  - Vainqueur : 2005
  - Finaliste : 2001 et 2004

- Coupe de la Ligue du pays de Galles de football
  - Vainqueur : 2006, 2009 et 2010